# 兵庫県道719号三田西インター吉川線
兵庫県道719号三田西インター吉川線（ひょうごけんどう719ごう さんだにしインターよかわせん）は、兵庫県三田市を通る一般県道である。

## 概要
三田市テクノパークから三木市吉川町畑枝に至る。
どういうわけか兵庫県発行の資料（「県土整備部概要」）では起点は三木市吉川町畑枝、終点は三田市テクノパーク（三田西IC）と記されている。

### 路線データ
- 起点：三田市テクノパーク（三田西インター前交差点、兵庫県道92号三田西インター線起点、舞鶴若狭自動車道 三田西IC）
- 終点：三木市吉川町畑枝（兵庫県道512号新田大沢線）
- 総延長：約2.396 km

## 歴史
- 1996年（平成8年）4月1日 - 認定。旧・広野東条線を改称とともに整理番号も改番。

## 地理

### 通過する自治体
- 三田市
- 三木市

### 交差する道路
| 交差する道路                                      | 市町村名 | 交差する場所 | 交差する場所                             |
| ------------------------------------------------- | -------- | ------------ | ---------------------------------------- |
| E27 舞鶴若狭自動車道 兵庫県道92号三田西インター線 | 三田市   | テクノパーク | 三田西インター前交差点 / 起点 1 三田西IC |
| 兵庫県道512号新田大沢線                           | 三木市   | 吉川町畑枝   | 終点                                     |

### 沿線
- 北摂三田テクノパーク